# ایمیلنو (شهرستان گنگزنو)
ایمیلنو (به لهستانی:  Imielno) یک روستا در لهستان است که در گمینا ووبووو واقع شده‌است.